# 12235 Imranakperov
12235 Imranakperov è un asteroide della fascia principale. Scoperto nel 1986, presenta un'orbita caratterizzata da un semiasse maggiore pari a 3,1948596 UA e da un'eccentricità di 0,1161528, inclinata di 14,68045° rispetto all'eclittica.